# Sleepy Hollow (Illinois)
Sleepy Hollow és una població dels Estats Units a l'estat d'Illinois. Segons el cens del 2000 tenia 3.553 habitants.

## Demografia
Segons el cens del 2000, Sleepy Hollow tenia 3.553 habitants, 1.185 habitatges, i 1.026 famílies. La densitat de població era de 682,5 habitants/km².
Dels 1.185 habitatges en un 45,7% hi vivien nens de menys de 18 anys, en un 78,8% hi vivien parelles casades, en un 5,7% dones solteres, i en un 13,4% no eren unitats familiars. En el 10% dels habitatges hi vivien persones soles el 2,3% de les quals corresponia a persones de 65 anys o més que vivien soles. El nombre mitjà de persones vivint en cada habitatge era de 3 i el nombre mitjà de persones que vivien en cada família era de 3,22.
Per edats la població es repartia de la següent manera: un 30,5% tenia menys de 18 anys, un 5,5% entre 18 i 24, un 28,6% entre 25 i 44, un 28,6% de 45 a 60 i un 6,8% 65 anys o més.
L'edat mediana era de 38 anys. Per cada 100 dones de 18 o més anys hi havia 99,1 homes.
La renda mediana per habitatge era de 91.279 $ i la renda mediana per família de 93.629 $. Els homes tenien una renda mediana de 67.379 $ mentre que les dones 40.260 $. La renda per capita de la població era de 31.005 $. Aproximadament l'1,5% de les famílies i l'1,8% de la població estaven per davall del llindar de pobresa.

## Poblacions properes
El següent diagrama mostra les poblacions més properes.